# 西帕克托纳尔
西帕克托纳尔是阿兹特克神话中主管占卜与历法的神袛。传说中西帕克托纳尔和奥索莫科是第一对人类夫妇，在创造与进化方面类似于基督文明中的亚当与夏娃。 他们育有一子，名为皮尔特辛特库特利，后来取了索奇克特萨尔的女儿为妻。 

## 描述

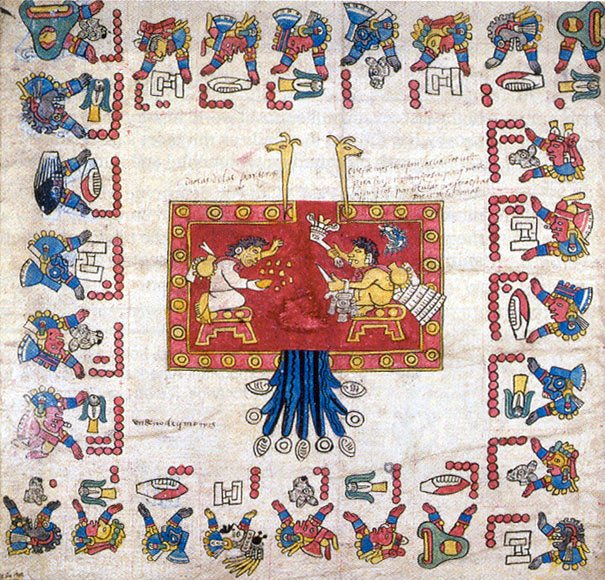
西帕克托纳尔和奥索莫科

根据夸奥蒂特兰的记载，西帕克托纳尔和奥索莫科掌管着历法，他们亦出现在以基切语书写的圣书波波爾·烏中。尼加拉瓜的一些学者则认为他们的身份正好相反，例如费尔南德斯·德奥维埃多·巴尔德斯曾宣称西帕克托纳尔实为女性，而奥索莫科才是男性，并将其中一人称为塔马加斯塔德（Tamagastad，尼加拉瓜传说中与西帕克托纳尔共为创造神），伊弗雷姆·乔治·斯奎尔与弗兰克·E·孔帕拉托则认为他们是巫师。而在納瓦特爾語所描述的塔莫安錢的四位祭祀中，除奥索莫科为女性外，其余三位（包括西帕克托纳尔）皆性别不明。根据波旁尼克手抄本的描绘，奥索莫科和西帕克托纳尔通常背着烟草或葫芦。在另外一些描述中，双神中的女性常带着蝴蝶面具，用一根导管播撒玉米和豆子。佛罗伦萨手抄本中则描绘了奥索莫科给绳子打结时的画面。在雅乌特佩克附近仍矗立着奥索莫科和西帕克托纳尔的石像。